# South East Queensland
Koordinaten: 27° 0′ S, 152° 0′ O
South East Queensland (abgekürzt SEQ) ist eine Region im australischen Queensland in der 3,05 Millionen Menschen leben, bei einer Gesamtbevölkerung Queenslands von 4,6 Millionen 2011. Die Region SEQ erstreckt sich über 22.420 km² und beinhaltet 10 LGAs; sie reicht 240 km von Noosa im Norden bis zur Gold Coast und an die Grenze von New South Wales im Süden (einige Quellen zählen Tweed Heads hinzu, das mit dem urbanen Gebiet von Brisbane und Gold Coast verbunden ist, wie auch das 140 km westlich liegende Toowoomba (nicht offizieller Teil von SEQ)).
South East Queensland war das erste Gebiet Queenslands, das von Europäern erkundet und besiedelt wurde.
Die Wirtschaft von South East Queensland beruht und befördert eine große Vielfalt einer breit gefächerten landwirtschaftlichen Industrie, Kommerz und Tourismus. Die Region ist durch ein integriertes öffentliches Transportsystem erschlossen, der TransLink.

## Gebietsdefinition

### Geographisch
Die geografische Definition von South East Queensland ist das Küstenfluss-Becken, das von der Grenze von New South Wales bis zum Wassereinzugsgebiet des Mary Rivers reicht. Die westliche Grenze bildet die Wasserscheide der Great Dividing Range, die kontinentale Teilung Australiens.

### Politisch
Der Begriff South East Queensland hat keine politische Bedeutung. In diesem Gebiet finden Wahlen für mehrere Sitze im Bundesstaat und im australischen Zentralstaat statt. Da Queensland kein Oberhaus hat, gibt es auch keine Legislative Council Provinces oder Regionen, die diesen Namen tragen.

### Verwaltung
Es gibt Konfusionen darüber, was South East Queensland mit seinen vielfältigen gleichen zentralstaatlichen und bundesstaatlichen Verwaltungen eigentlich genau ist. Es wird selten die gleiche geografische Definition und häufig unterschiedliche Definitionen benutzt.

## Geschichte

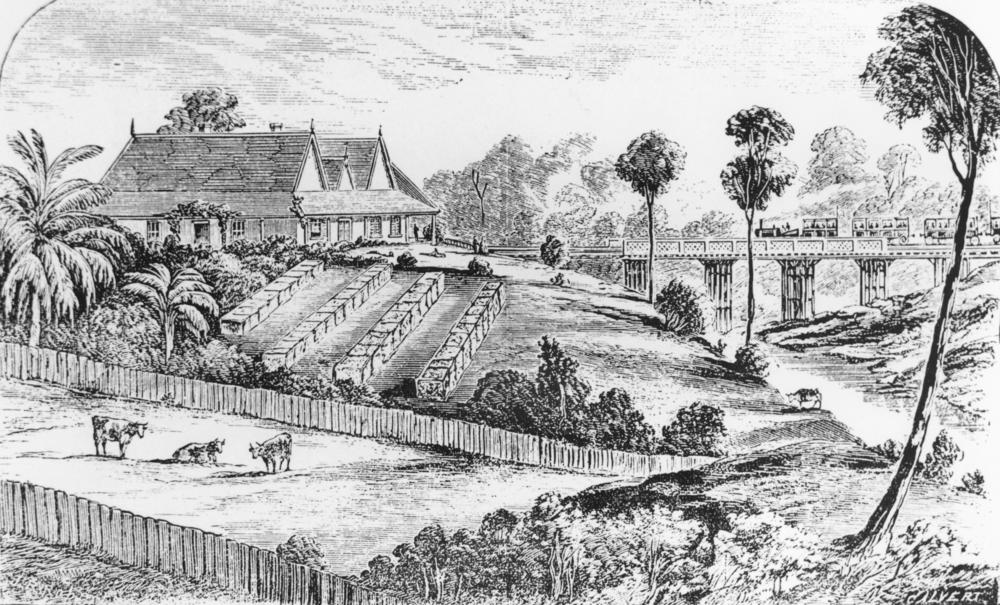
Die erste Eisenbahnverbindung in Queensland Grandchester nach Ipswich (1865)

South East Queensland war zur Zeit der Reise von James Cook 1770 entlang der Ostküste von Australien das traditionelle Land von 20.000 Aborigines. Entsprechend geschichtlicher Untersuchungen sank die indigene Population in den folgenden 60 Jahren auf 10.000 ab.
Erste europäische Entdecker, die in dieses Gebiet eindrangen, waren Matthew Flinders, Allan Cunningham, John Oxley und Patrick Logan. Um 1839 kamen erste Siedler in diese Region. Holzfällerei war die erste Industrie, die sich entwickelte. Die erste Eisenbahnverbindung, die in Queensland gebaut wurde, verband Grandchester mit Ipswich mit einer Spurweite von 1067 mm im Jahr 1865.
Große Überschwemmungen ereigneten sich in diesem Gebiet in 1893, 1974 und 2010–2011. 2005 erlitt die Region die langanhaltendste Trockenheitsperiode ihrer Geschichte.

## Demographie
2011 wurde die Population von South East Queensland auf ungefähr 3,05 Millionen Menschen geschätzt, was bedeutet, dass dieses Gebiet das bevölkerungsstärkste Gebiet Australiens ist. Die regionale Population ist stark urbanisiert und entlang der Küste konzentriert. Die drei bevölkerungsstärksten Zentren sind Brisbane, Gold Coast und Sunshine Coast, in der 90 Prozent der regionalen Bevölkerung konzentriert sind.

## Regionen und Local Government Areas

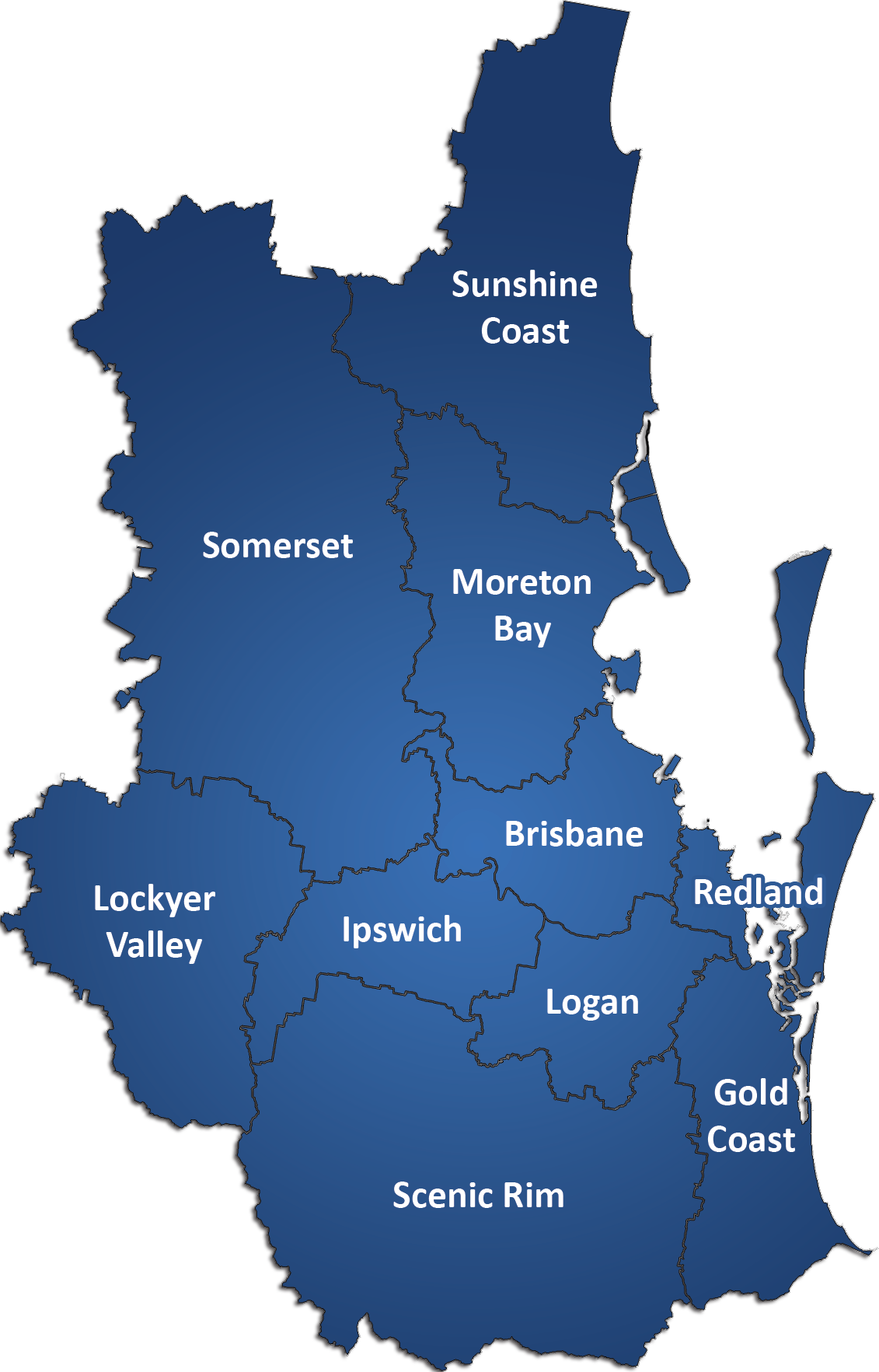
Local government Areas der Region

South-East Queensland vom Landsat-7-Satellit betrachtet

South East Queensland besteht generell aus folgenden Regionen, jede davon ist auch eine Local Government Area:
- Brisbane: die Hauptstadt und die größte Stadt von Queensland. Die Metropole Brisbane besteht aus City of Brisbane, wie auch aus den folgenden LGAs:
  - Ipswich City: eine Vorstadt mit einer Industrie- und Bergbaugeschicht westlich von Brisbane.
  - Logan City: ein großes Wohngebiet zwischena Brisbane und der Gold Coast
  - Moreton Bay Region: ein großes Wohngebiet zwischen Brisbane und der Sunshine Coast
  - Redland City: ein Wohn- und Landwirtschaftsgebiet an der Küstenlinie von der Moreton Bay bis in den Südosten von Brisbane
- Gold Coast City: das Touristenzentrum und Erholungsgebiet im Süden von Brisbane und die größte Stadt, die nicht zu einer Hauptstadt in Australien wurde
- Sunshine Coast Region: eine touristische Küstenregion und eine landwirtschaftliche Region im Norden von Brisbane. Die Glass House Mountains sind das Symbol dieser Region.
- West Moreton: ein Landwirtschaftsgebiet in der Great Dividing Range. Es besteht aus:
  - Lockyer Valley Region:  ein ländliches Gebiet westlich von Ipswich, das für seine Obst- und Gemüseproduktion bekannt ist
  - Scenic Rim Region: ein ländliches Gebiet im Inland der Gold Coast, das bekannt ist für seine idyllischen Berge und Dörfer
  - Somerset Region: ein ländliches Gebiet westlich von Brisbane und ein Gebiet mit zwei Staudämmen, die South East Queensland mit Wasser versorgen. Dieses Gebiet ist auch als  Brisbane Valley bekannt.

Das Tweed Shire gehört derzeit zu New South Wales, allerdings wird es oft in die Planungsprozesse von SEQ eingebunden. Da es nicht offizieller Teil des öffentlichen Verkehrssystems ist, fahren die Busse an die Surfstände allerdings nahtlos über die Grenze, sodass die Passagiere annehmen, dass er integriert ist.

## Bedeutende Orte
South East Queensland umfasst folgende bedeutende regionale Orte:
- Brisbane, die Hauptstadt von Queensland und deren größte Stadt
- Gold Coast, Queenslands bedeutendstes Touristenziel und Surfermekka im Süden von Brisbane.
- Sunshine Coast, ein weiteres bedeutendes Touristengebiet im Norden von Brisbane.
- Ipswich, Queenslands älteste Stadt und Industriezentrum im Südwesten von Brisbane.
- Logan, eine Stadt zwischen Brisbane und Gold Coast, die hauptsächlich aus  Wohnungen und etwas leichter Industrie besteht.

## Flughäfen
- Brisbane Airport – Der größte internationale Flughafen der Region, der Direktflüge nach  Kalifornien, Asien, Ozeanien und in den Mittleren Osten anbietet.
- Gold Coast Airport – der zweitgrößte Flughafen der Region ist einer der Flughäfen, der am stärksten wachsen. Der Flughafen halt Flug-Verbindungen nach Japan, Malaysia and Neuseeland vor.
- Sunshine Coast Airport – ein nationaler Flughafen mit Linien nach Sydney und Melbourne.
- Archerfield Airport – ein allgemeiner Flughafen, der etwa 11 km südlich der Innenstadt von Brisbane liegt.
- Redcliffe Airport – ein allgemeiner Flughafen, der auf der Redcliffe Peninsula liegt und etwa 28 km von der Innenstadt von Brisbane befindet.
- RAAF Base Amberley – die größte Operationsbasis der Luftwaffe Australiens, die südwestlich von Ipswich und etwa 50 km von der Innenstadt von Brisbane liegt.

## Immigration und Bevölkerungswachstum
South East Queensland ist eine der am stärksten wachsenden Regionen von Australien. Das Wachstum des Bundesstaats resultiert vor allem aus der Zuwanderung aus den südlichen Bundesstaaten und aus Übersee. 2010 wuchs die Bevölkerung von South East Queensland  durchschnittlich um 1.200 neuen Personen je Woche an.
Die Region hat über die letzten zwei Dekaden ein signifikantes Bevölkerungswachstum erfahren, es wuchs seit 1986 im Durchschnitt um 55.000 bis 80.000 Menschen je Jahr. South East Queensland dürfte 2031 eine Bevölkerung von 4,4 Millionen haben. Ein 2010 erstellter Bericht rechnet damit, dass die Region 2051 eine Bevölkerung von 5,5 Millionen Menschen haben wird.

## Regionalplanung
Die künftige Entwicklung von South East Queensland basiert stark auf dem South East Queensland Regional Plan, den die Regierung von Queensland 2005 entwickelte. Dieser Regionalplan reicht von 2009 bis 2031 und fokussiert die langsame Entwicklung entlang der Küste unter Berücksichtigung der 200 km langen Stadt Brisbane, gibt Hilfestellung für das Wachstum im Westen, insbesondere um Springfield und Beaudesert.

## Umwelt
Ländlich dominierte Landschaften liegen im Westen der urbanisierten Küstenzentren. Das Lockyer Valley, ein bedeutendes landwirtschaftliches Gebiet, wird als South East Queensland's Salad Bowl (deutsch: Salatschüssel von South East Queensland) bezeichnet, das außerhalb von Brisbane liegt. Zahlreiche als Weltnaturerbe gelistete Regenwälder befinden sich entlang der südlichen Grenze der Gebirge, ein Gebiet, das Scenic Rim genannt wird, in denen sich beispielsweise der Lamington-Nationalpark und Main-Range-Nationalpark befindet.
In der Region ist der Koala als gefährdet gelistet. Die Australian Koala Foundation sagt, dass dieses Tier durch den Bergbau und die Baulandentwicklung verdrängt wird. Um Redland City wurde in den vergangenen Jahren ein dramatischer Rückgang festgestellt. Die staatliche Regierung erließ 2006 einen Koala Conservation Plan. Dieser Plan verfolgt die Rehabilitation erschlossener Gebiete, Einhegung lokaler Hunde und Ausschilderung für Koalas. Eine andere Initiative von 2010 sah die Rehabilitierung der Habitate der Koala durch Baumpflanzungen und den Bau von koalafreundlichen Zäunen vor.